# 曽於市立南之郷中学校
曽於市立南之郷中学校（そおしりつ みなみのごうちゅうがっこう）は、鹿児島県曽於市末吉町南之郷にあった市立中学校。

## 概要
市町村合併で、曽於市が誕生する以前は、末吉町立南之郷中学校であった。平成18年5月時点の生徒数は55名で各学年1学級ずつ。2012年（平成24年）3月17日に閉校式が行われ、2012年度より曽於市立末吉中学校に統合された。

## 沿革
- 1947年（昭和22年） - 末吉町立末吉第二中学校として設置され同年中に末吉町立南之郷中学校に改称。同時に黒仁田分校を設置（1968年閉校）[2]。
- 1971年（昭和46年） - 末吉町立末吉中学校の南之郷分校となる[2]。
- 1974年（昭和49年） - 末吉中学校から再独立し末吉町立南之郷中学校となる[2]。
- 2012年（平成24年）3月17日 - 閉校式が行われる[1]。

## 著名な出身者
- 北別府学（プロ野球選手）